# Gran Premio Industria Commercio Artigianato Carnaghese 2002
Il Gran Premio Industria Commercio Artigianato Carnaghese 2002, trentunesima edizione della corsa, si svolse il 22 giugno 2002 su un percorso di 184,1 km. Fu vinto dall'italiano Paolo Bossoni della Tacconi Sport-Emmegi davanti ai suoi connazionali Massimiliano Mori e Michele Gobbi.

## Ordine d'arrivo (Top 10)
| Pos. | Corridore         | Squadra              | Tempo    |
| ---- | ----------------- | -------------------- | -------- |
| 1    | Paolo Bossoni     | Tacconi Sport-Emmegi | 4h40'15" |
| 2    | Massimiliano Mori | Mercatone Uno        | a 1"     |
| 3    | Michele Gobbi     | De Nardi             | a 2"     |
| 4    | Luca Celestini    |                      | a 3"     |
| 5    | Ruggero Borghi    | Tacconi Sport-Emmegi | a 1'37"  |
| 6    | Denis Lunghi      | Team Colpack-Astro   | a 1'41"  |
| 7    | Mauro Radaelli    | Tacconi Sport-Emmegi | a 2'42"  |
| 8    | Cezary Zamana     | CCC-Polsat           | s.t.     |
| 9    | Davide Frattini   | Alessio              | s.t.     |
| 10   | Oscar Borlini     |                      | s.t.     |